# Westland Walrus
El Westland Walrus fue un avión de reconocimiento/observador británico construido por Westland Aircraft, en los años de entreguerras.

## Diseño y desarrollo
En 1919, la Marina Real tenía una urgente necesidad de un avión de reconocimiento/observador triplaza. Para ahorrar dinero, el Airco DH.9A fue adaptado desde células completadas parcialmente, disponibles en gran cantidad tras el fin de la Primera Guerra Mundial y tras la cancelación de encargos. El intento inicial fue llevado a cabo por Armstrong Whitworth Aircraft, añadiendo una provisión para un observador y retirando el decalaje de las alas, para producir el Armstrong Whitworth Tadpole.
Se pasó el desarrollo a Westland, que modificó aún más el avión para producir el Walrus, con un motor Napier Lion II de 336 kW (450 hp) reemplazando al Liberty de los DH.9A y Tadpole. Al igual que el DH.9A, el Walrus era un biplano de dos vanos monomotor. Estaba equipado con una cabina extra para el observador/radio operador detrás de la cabina del artillero, al tiempo que el observador también disponía de un puesto en posición prono para observación en una góndola ventral. El tren de aterrizaje podía ser desprendido y el avión estaba equipado con sacos de flotación e hidroalas que facilitaban el amerizaje, junto con un gancho de detención para facilitar el apontaje en portaaviones. Las alas eran desmontables para facilitar el almacenaje. El prototipo voló por primera vez a principios de 1921, demostrando tener pobres características de vuelo, siendo descrito por el piloto de pruebas de Westland Stuart Keep como "una bestia viciosa" pero, a pesar de ello, se encargaron 35 aparatos.

## Historia operacional
Los aviones de producción comenzaron a ser entregados al 3.er Escuadrón de la RAF en RAF Leuchars en 1921. Este escuadrón fue dividido para formar Destacamentos de Observadores de la Flota en 1923, aunque, a pesar de la extensa navalización, el Walrus nunca operó desde los portaaviones. El modelo continuó en servicio en el papel de observador de la flota hasta que fue reemplazado por los Avro Bison y Blackburn Blackburn a finales de 1925.

## Operadores
Reino Unido
- Real Fuerza Aérea

## Especificaciones
Referencia datos: Westland Aircraft since 1915

### Características generales
- Tripulación: Tres (piloto, observador y artillero)
- Longitud: 9,1 m (29,8 ft)
- Envergadura: 14,1 m (46,2 ft)
- Altura: 3,5 m (11,6 ft)
- Superficie alar: 46,1 m² (496,2 ft²)
- Peso vacío: 1442 kg (3178,2 lb)
- Peso cargado: 2267 kg (4996,5 lb)
- Planta motriz: 1× motor lineal W12 refrigerado por agua Napier Lion II.
  - Potencia: 340 kW (469 HP; 462 CV)
- Hélices: Bipala de paso fijo

### Rendimiento
- Velocidad máxima operativa (Vno): 200 km/h (124 MPH; 108 kt)
- Techo de vuelo: 5800 m (19 029 ft)
- Régimen de ascenso: 4,8 m/s (945 ft/min)
- Carga alar: 53 kg/m² (10,9 lb/ft²)
- Potencia/peso: 0,15 kW/kg (0,09 hp/lb)

### Armamento
- Ametralladoras: 

  - 1x Vickers de 7,7 mm fija frontal
  - 1-2x Lewis de 7,7 mm flexible en anillo Scarff

## Aeronaves relacionadas

### Desarrollos relacionados
- Airco DH.9A